# История Братиславы
История Братиславы, столицы Словацкой Республики, традиционно берет своё начало с I века нашей эры: именно в этот период военачальник римского императора Тиберия, Пизон построил один из опорных пунктов дунайской оборонительной линии — Герулату. Следует отметить, что точных свидетельств римского присутствия в районе современной Братиславы обнаружено не было, поэтому упоминания полководца Пизона в качестве основателя города уходит в область легенд и преданий. Историки склонны считать, что при наследниках Тиберия варварам удалось оттеснить имперские войска к югу.
Место для основания города было выбрано римлянами весьма удачно. Город располагается на обоих берегах Дуная, являющегося водной артерией соединяющей между собой целый ряд европейских регионов. Кроме того, через Придунайскую низменность проходит ряд сухопутных путей из Северной и Западной Европы на Ближний Восток и Балканский полуостров. Благодаря удачному географическому положению, способствующему развитию торговли, город должен был быстро расти и развиваться, однако этим процессам помешало начавшееся вскоре по всей Европе и Азии, кочевое движение людских масс, устремившихся на запад.

## V—XIV века

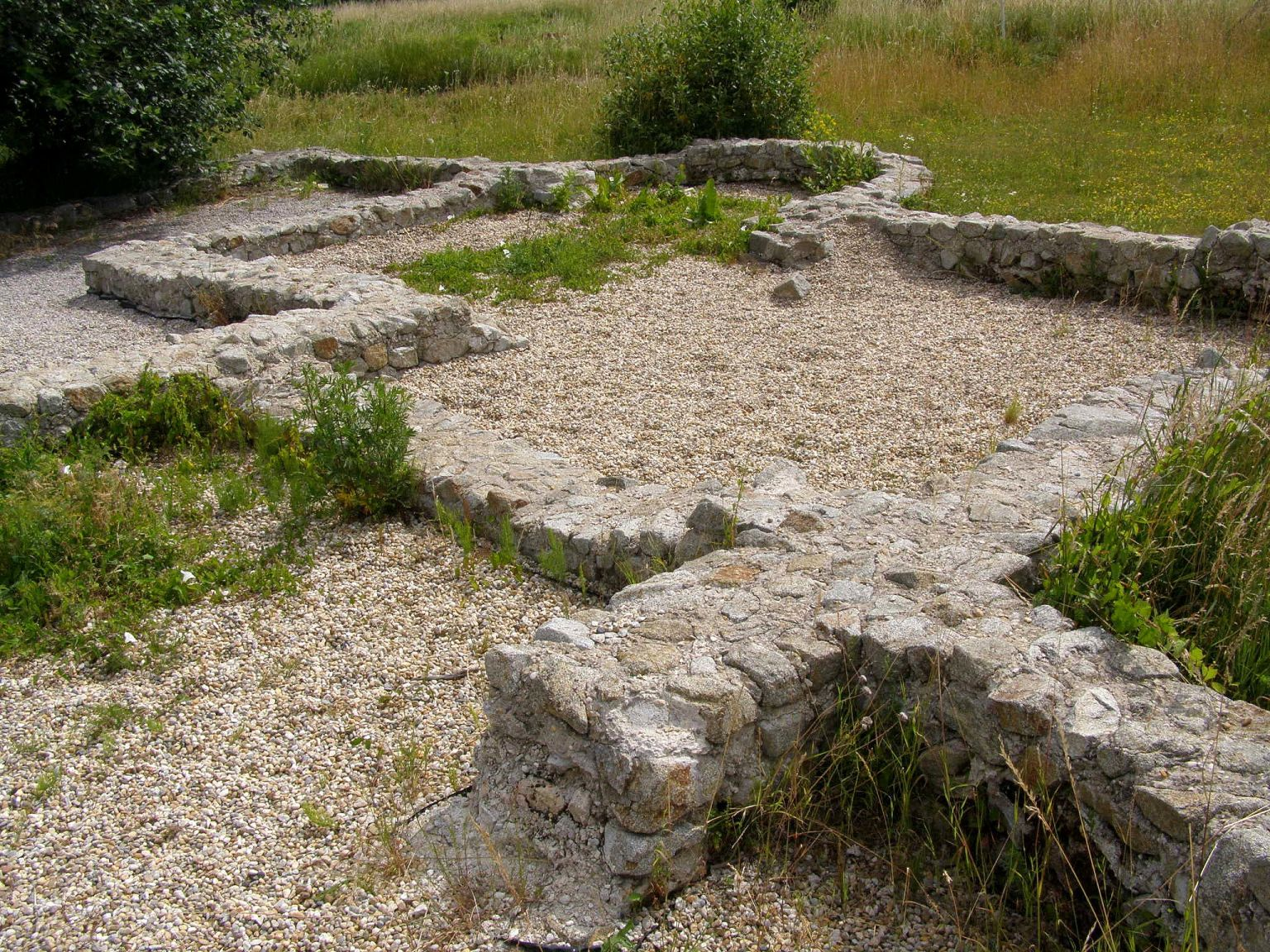
Остатки древних построек в окрестностях Братиславы

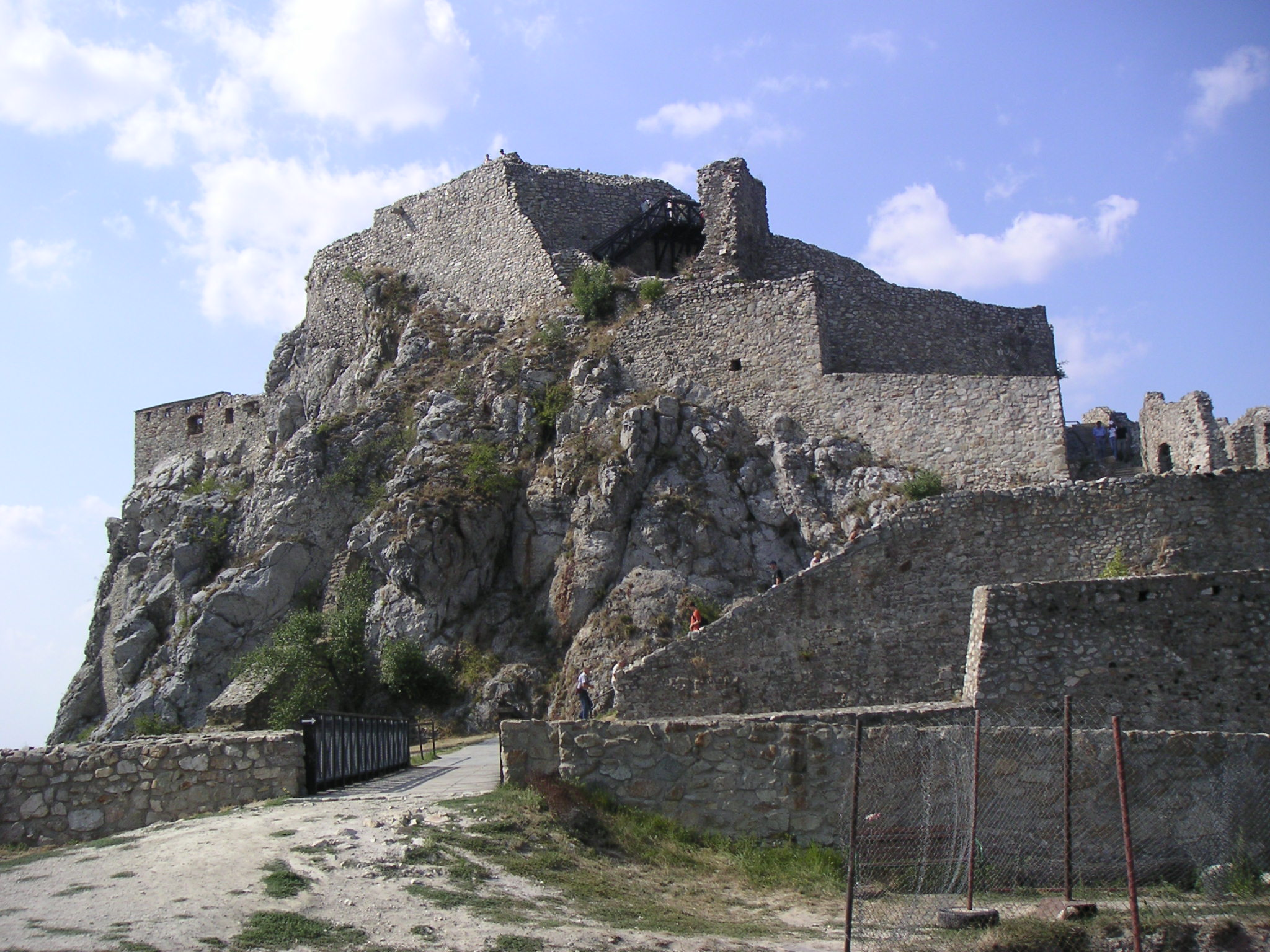
Разрушенный великоморавский замок Девин, возвышающийся над местом слияния рек Дунай и Морава

К V веку на окружающих Братиславу территориях утвердились древние славянские племена, которые несколько позже, на завершающем этапе Великого переселения, основали Великую Моравию — одно из крупнейших европейских государств раннего Средневековья. Именно в эти временные интервалы в письменных источниках появилось первое упоминание о Братиславе (IX век), как о крупном укрепленном пункте княжества или государства.
Великая Моравия, просуществовав несколько десятилетий, пала под ударами мадьяр. Решающее сражение произошло в 907 году у стен Братиславы. Город оказался в составе Венгрии и стал именоваться Пожонь. К середине XII века Пожонь получил статус свободного королевского города. В это время началась германская колонизация придунайских земель, занимаемых славянами. Около ста лет спустя влияние немцев в Пожане было столь высоко, что город был переименован и стал называться Пресбургом, при этом оставаясь под властью венгерской короны. На протяжении Средневековья город являлся одним из крупнейших торговых и ремесленных центров Восточной Европы.

## XV—XIX века
Здесь находилась одна из постоянно действующих резиденций венгерского короля Матьяша Корвина. В 1465 году Корвином был основан Истрополитанский Университет, с которого началась история высшего образования на территории современной Словакии. После смерти Корвина университет был закрыт. На судьбе города в полной мере отразилась османская экспансия на Балканах. В 1541 году пала Буда — столица Венгрии.

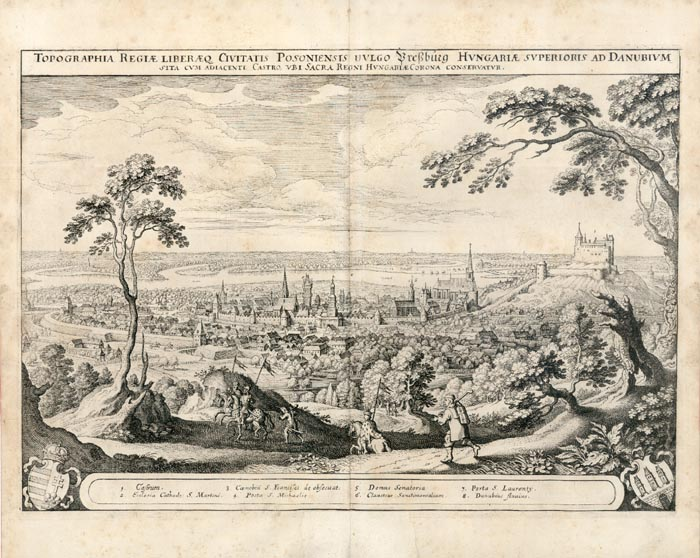
Вид на город. XVII век

Престольным городом Венгерского королевства вплоть до 1784 года стала Братислава. После переноса столицы Венгрии в отвоёванную у османов Буду, Братислава своего значения как административный центр не потеряла, здесь до 1848 года проходили коронации венгерских королей.
В конце XVIII века в городе началось зарождаться славянское национально-освободительное движение. Оно было вызвано усилением гнёта со стороны австрийцев и венгров. Процессы онемечивания и мадьяризации славянского населения в XIX веке приобрели весьма резкие формы.
С городом связан и один из существенных эпизодов Наполеоновских войн, на рубеже XIX века охвативших практически всю Европу. В 1805 году в Пресбурге был заключён мир между Францией и Австрией, последняя была не в состоянии вести войну, и признала свою зависимость от Наполеона.

## XX век

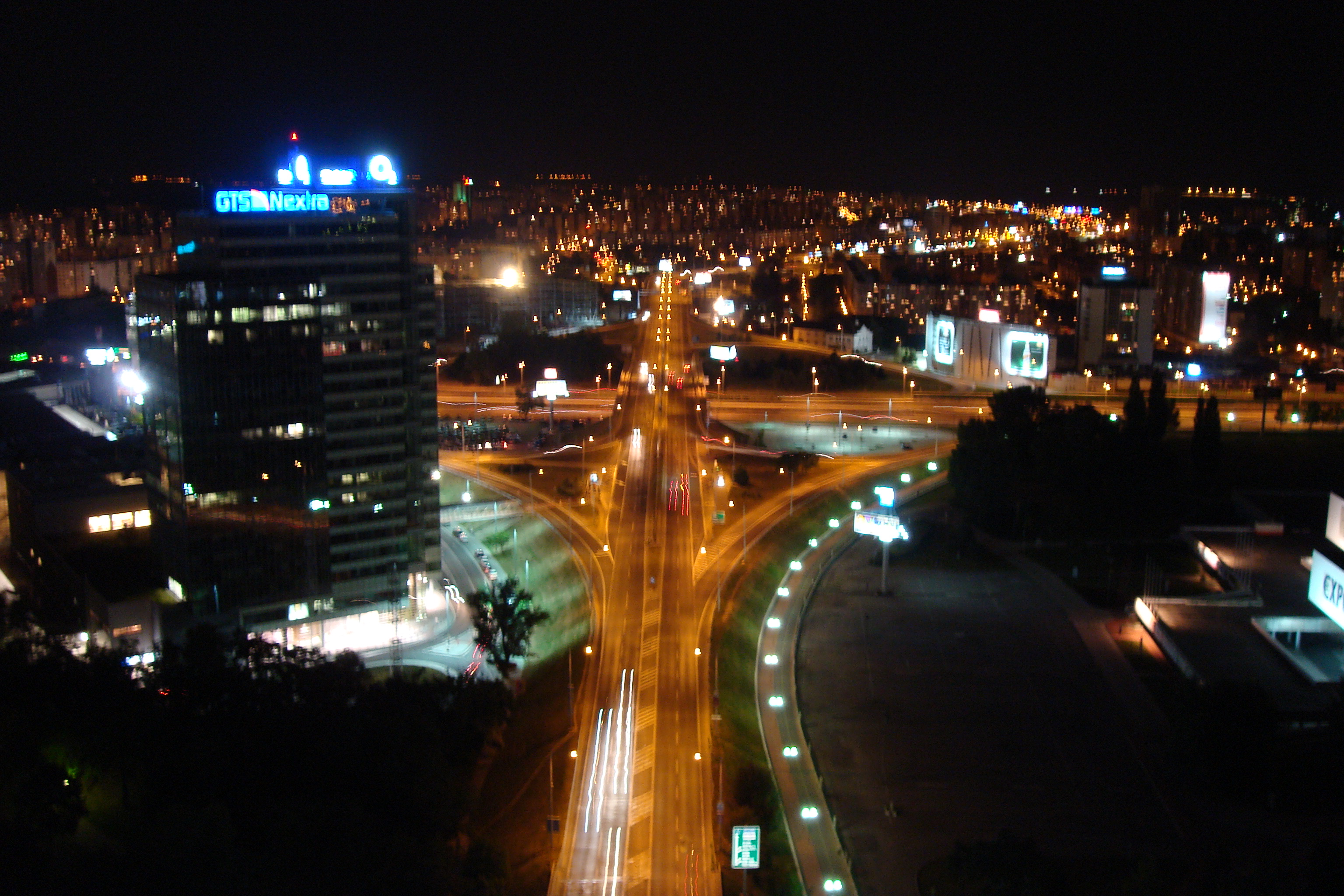
Современный город.

После распада Австро-Венгрии, вызванного поражением в Первой мировой войне, 28 октября 1918 года, на политической карте мира появилась Чехословацкая республика, объединившая земли заселяемые чехами и словаками. 1 января 1919 года Братислава была объявлена административным центром Словакии в составе союзного государства. В 1919 году с помощью Карлова университета в Праге был основан Университет Коменского.
Вторая мировая война серьёзным образом затронула город. В 1939-1945 годах, во время немецкой оккупации, Братислава в очередной раз получила статус столицы, учрежденной при участии оккупационного режима Словацкой Республики, прекратившей своё существование после победы советских войск над Германией.
Освобождена 4 апреля 1945 года войсками 2-го Украинского фронта в ходе Братиславско-Брновской наступательной операции.
После освобождения, вновь воссоединенная Чехословакия под влиянием СССР встала на социалистический путь развития. В течение социалистического периода истории в городе широко велось жилищное и инфраструктурное строительство. Были возведены микрорайоны Ружинов (словац. Ružinov) и Петржалка (словац. Petržalka). Братислава стала индустриальным центром, однако следует отметить, что деятельность основных предприятий сильно зависела от чешских компаньонов и партнеров из социалистических стран.
В обществе имела место проблема межэтнических отношений, словаки по-прежнему не чувствовали себя нацией, длительное время в ЧССР, отрицалось даже наличие словацкого языка. Сама Словакия в некоторой степени являлась сырьевым придатком Чехии, уровень жизни населения Словакии был более низким, чем по Чехословакии в целом. Братислава как столица являлась центром негласной античешской оппозиции.
«Бархатная революция», произошедшая в ноябре 1989 года, в итоге привела к мирному падению коммунистического режима. В 1990 году ЧССР была преобразована в Чехословацкую Федеративную Республику (ЧФР), затем в Чешскую и Словацкую Федеративную Республику (ЧСФР). Изменения касались принципов сосуществования двух республик. Более индустриально развитая Чехия, пыталась не допустить распада федерации, однако избежать этого не удалось.
В июне 1992 года в стране состоялись парламентские выборы. Внушительную победу в Словакии одержало Движение за демократическую Словакию. В июле словацкий парламент принял Декларацию о независимости. Власти в Праге приняли решение не противодействовать распаду с помощью военной силы, таким образом 1 января 1993 года Братислава вновь стала столицей независимого государства.